# Orientation (architecture)
Pour les articles homonymes, voir orientation.

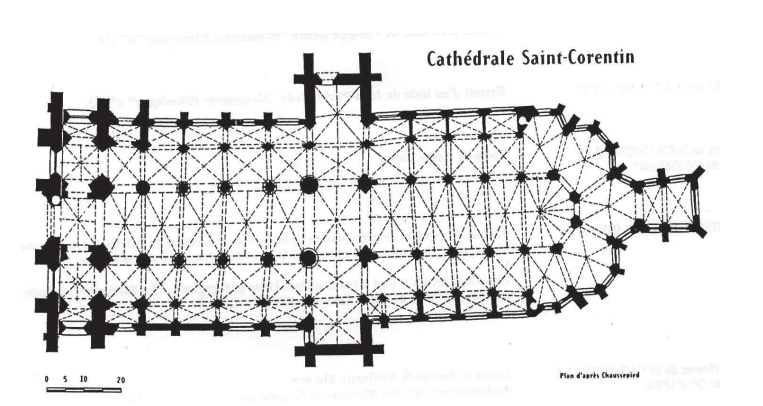
Le plan de la cathédrale Saint-Corentin de Quimper, traditionnellement orientée, montre un « désaxement ».

L’orientation en architecture est la disposition des plans d'un édifice relativement aux points cardinaux, selon plusieurs critères : topographie du site, emprise foncière, critères astronomiques ou symboliques.

## Historique
Certains monuments de l'architecture mégalithique ont une orientation privilégiée. Ainsi, l'orientation est-ouest prédominante de Stonehenge reproduit le mouvement solaire qu'elle transpose et matérialise sur le sol.
L'orientation astronomique des pyramides ou des temples égyptiens, souvent mise en avant par la pseudoarchéologie, n'a pas la précision absolue qu'on a souvent voulu lui prêter sur le critère d'un « mystère » ou d'une « science mystérieuse ». Un récent projet, orchestré par des égyptologues sérieux, s’est donné pour but d’affiner les recherches concernant les orientations astronomiques des temples de l’Égypte ancienne . Un travail plus ancien (mémoire de maîtrise d’Égyptologie, Paris-IV-Sorbonne 1982) avait proposé des voies pour l’étude des orientations géographiques et rituelles des temples de la vallée du Nil à partir d’observations sur l’architecture, la géographie de la vallée du Nil et la configuration des scènes rituelles et des textes se référant aux orientations géographiques dans la décoration de ces monuments .
Au début du Moyen Âge, les édifices religieux dans les villes sont pratiquement les seuls auxquels s'appliquent la règle de l'orientation sacrée. Traditionnellement, les églises sont orientées mais là encore la précision est loin d'être parfaite et de nombreuses orientations ne correspondant pas à la direction symbolique vers l'Est, notamment en raison de contraintes topographiques ou cadastrales : espace insuffisant, reprise de l'orientation d'un édifice cultuel précédent sur lequel se fonde la nouvelle église, orientation parallèle à des rues non contiguës ou à des alignements parcellaires caractéristiques (cas des cathédrales d'Amiens, de Bourges, ou de Senlis en France, ou du dôme de Novare en Italie).

Dans les mosquées, l'orientation de la qibla vers La Mecque est indiquée par le mihrab. Dans les synagogues, l'orientation vers Jérusalem est indiquée par l'arche.